# 三味线
三味线是日本的一种弦乐器。樂器由四角状的扁平木質板面蒙上皮製成，琴絃從頭部一直延伸到尾部。通常會用銀杏形的撥子來彈奏。
三味線的原型就是中國的三弦琴，大約在室町時代（1336—1573）末期，中國的三弦琴傳到了沖繩，形成了早期琉球群島的「三線琴」，之後傳到日本本土，逐漸形成了三味線，還衍生出了許多流派，比如淨琉璃的義太夫三味線以及用於津輕民謠伴奏的津輕三味線等等。

## 起源
一般认为起源于琉球的三线，大约成形于15世纪左右。产生了琉球的“三线”，之后传到日本，逐渐成形。而早期的琉球三线后来又受日本三味线的影响被改良成现在的冲绳三线。
- 注意：在日本传统音乐界中，也直接称“三味线”为“三弦（さんげん，sangen）”，而把中国的民族乐器“三弦”直接音译称为“三弦（サンシェン，sansyen）”。但在中文中由于只采用汉字会将二者混淆，因此一般只称日本的民族乐器为“三味线”。

## 构造

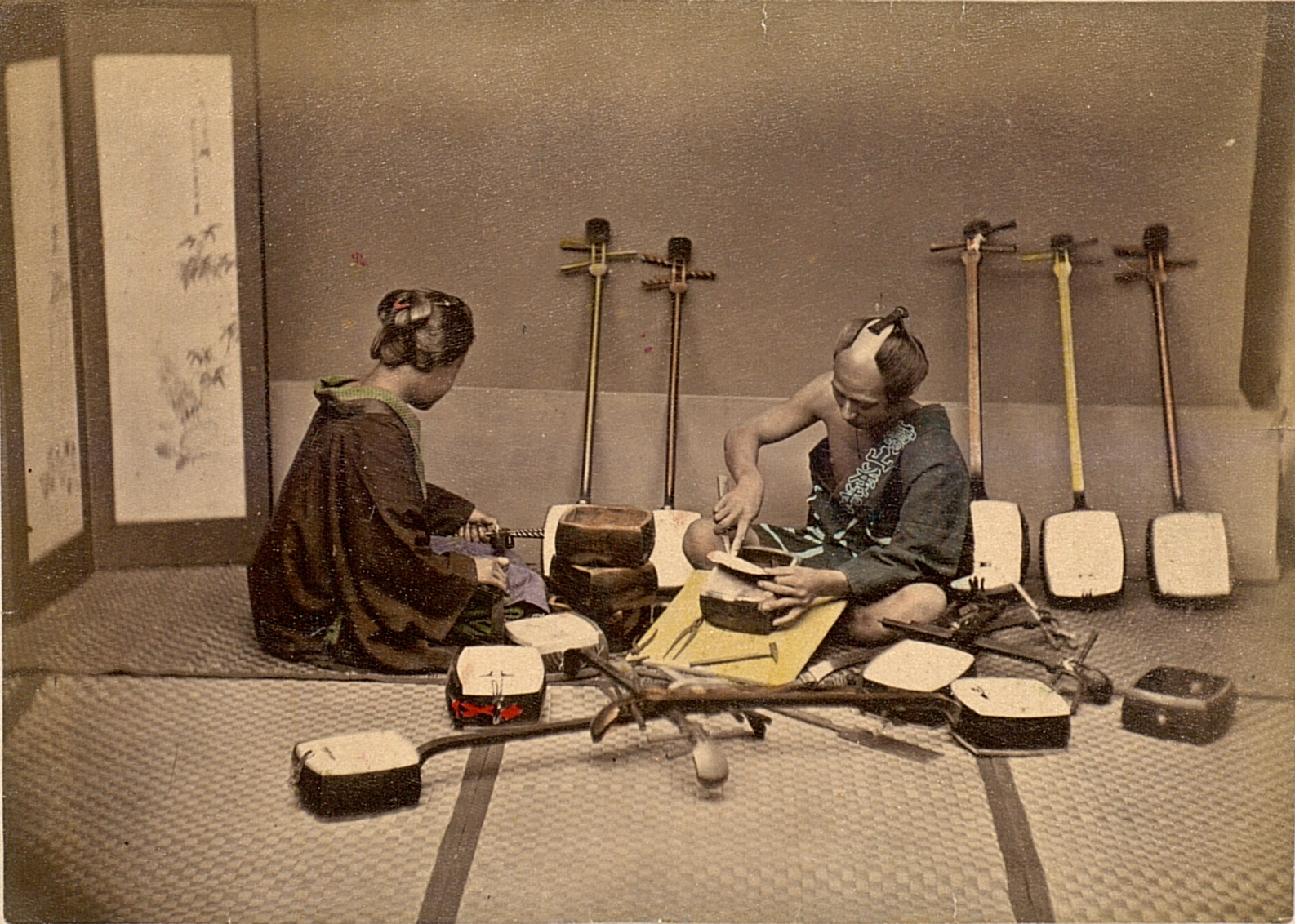
三味线

- 基本分为“天神”（缠弦的部分），“琴杆”和“琴身”三部分。
- 琴杆：采用木材。高级的用印度产的红木、紫檀，廉价有南亚、东南亚产的“花梨”等木材。为了便于携带，一般都是由三截拼接而成的，分别称为“上杆”“中杆”“下杆”。与此相对，不能分成三截的琴杆称“长杆”。由于琴杆是光滑的，不像吉他等其他弦乐器有把位标记，因此在入门时培养左手对把位（称为“勘所”）的感觉很重要。
- 琴身：四方形，正反面蒙上猫皮或蛇皮。振动膜最初由蛇皮制作，后来由于日本信仰中蛇的地位较高，因此蛇皮不允许被使用于乐器制作之上，从而改用狗皮或猫皮，到了現在則以使用合成皮為主。
- 一般采用丝弦，也有用尼龙材料的。数量为三根，从粗到细依次称为“第一弦”“第二弦”“第三弦”。
- 演奏时需要拨子。拨子成银杏叶形，低级的塑料制成，高级的采用象牙。具体的大小形状根据流派，音乐和演奏者的习惯不尽相同。
- 调弦一共有三种，本调子、二上、三下。其音乐可以分为语物和歌物两种，同时也可以适用于剧场音乐和非剧场音乐当中，如歌舞伎、地歌等等。

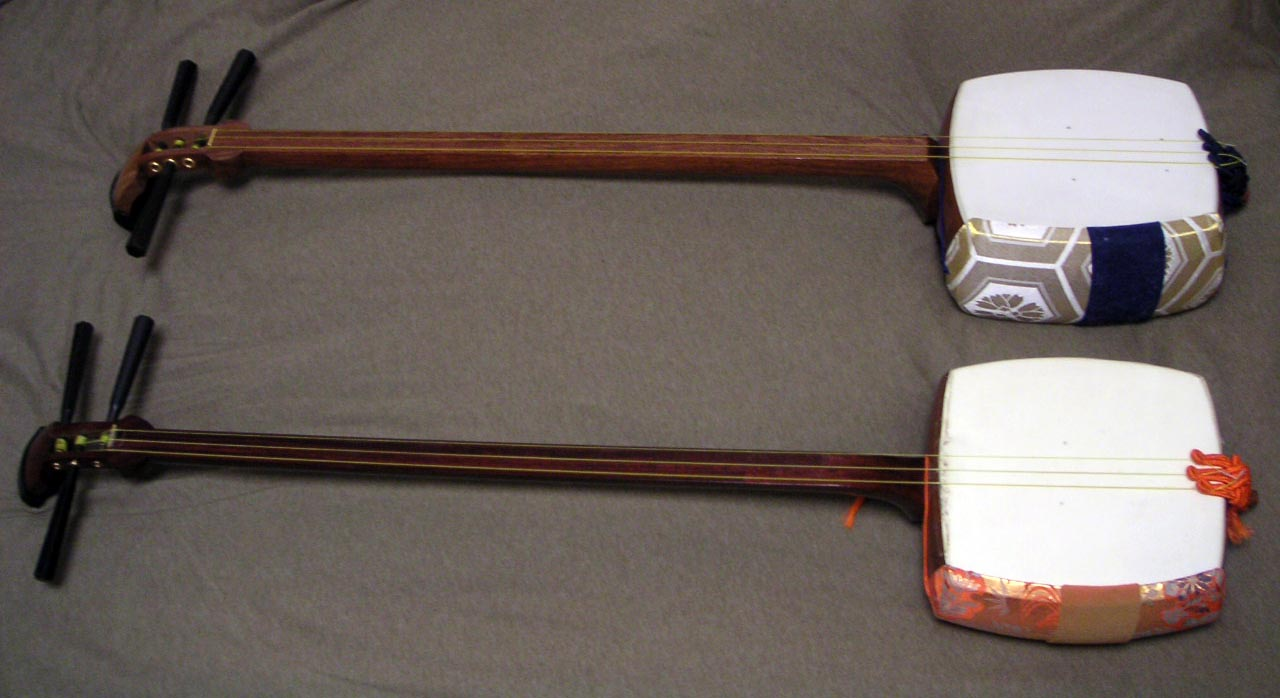
地歌三味线（上）和普通中杆三味线（下），注意琴杆与琴身连接部分的不同

## 种类
根据形状大小可以分“細棹”“中棹”和“太棹”三类。顾名思义，太棹最大，細棹最小。
根据流派，可以分为以下各种：
- 长唄三味线：采用细棹，象牙拨子，用于歌舞伎音乐等
- 义太夫三味线：用太棹，使用大而厚的拨子，用于净琉璃
- 常磐津三味线：用中棹
- 清元三味线：用中棹
- 地唄三味线：用中棹，由于高音部分较多，琴杆与琴身连接部分和其他三味线不同。使用“津山”拨。
- 津轻三味线。源于日本北部津轻地区，采用太棹，用于津轻民谣。
- 其它

## 演奏
- 姿势：基本姿势是将琴身靠在右大腿上，左手根据按弦，右手用拨子拨击发声。传统上，演奏者一般“正座”，即臀部坐在后脚跟上的跪坐姿势。现在也经常直接坐在普通椅子上。
- 技巧：基本技巧，左手有按弦，拨弦，柔弦；右手有拨，钩，反拨等。比如津轻三味线的演奏中，右手拨弦的力度很大，甚至有人戏称“津轻三味线不是弦乐器，而是打击乐。”

## 调弦
三味线常用的基本定调的调弦法有

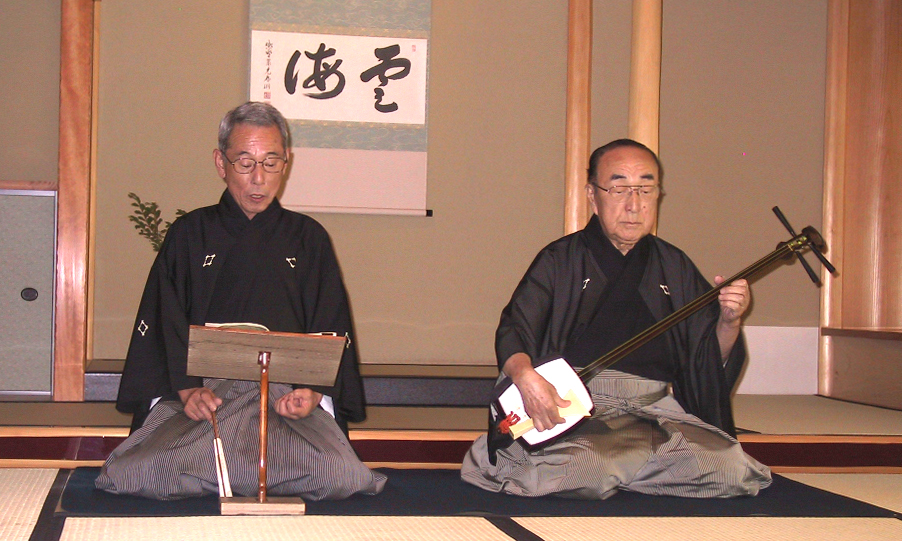
三味线的演奏

- “本调子”：第二弦比第一弦高4度，第三弦比第一弦高8度。如从一到三依次为 C,F,C
- “二上”：即在“本调子”的基础上把第二弦调高一度，第三弦不变。如从一到三依次为 C,G,C
- “三下”：即在“本调子”的基础上把第三弦调低大二度，第二弦不变。如从一到三依次为 C,F,bB
- 实际音高可以根据演奏者，乐曲的情况有所不同，但最常用的“本调子”一般采用D,G,D。在一些乐曲中途会改变定调方式，需要演奏者临时调整，如从“本调子”转为“二上”调。而且在演奏中，弦容易松动造成音高不准，也需要及时调整。这就是三味线演奏中经常可以看到演奏者调弦的原因。

## 作品
日本民族传统乐曲中，有很多流派的作品保留至今，并发展成各种形式。也有很多新民乐主义者（如吉田兄弟）创作出很多现代曲目。
日本電視動畫「真白之音」，男主角擅長演奏三味線。